# 직무대리권
직무대리권은 검사 동일체원칙 하의 권한으로 차장검사가 해당 검찰청의 검사장에게 사고가 생겼을 때에 별도의 수권이 없이도 검사장의 직무를 대리할 수 있는 것을 말한다. 이러한 차장검사의 직무대리권은 검사조직을 동일체적인 것으로 파악함으로써 가능하다.

## 참고 문헌
- 손동권, 『체계적 형법연습』, 율곡출판사, 2005. (ISBN 8985177915)

## 같이 보기
- 직무이전권, 직무승계권